# Dietrich IV. (Runkel)
Dietrich IV. von Runkel (* vor 1402; † um 1462) aus dem Adelsgeschlecht Runkel war Herr von Runkel.
Er war der dritte und jüngste Sohn des Herren Dietrich III. von Runkel († 1402).
Er war ab 1414 Erbamtmann von Andernach. Nachdem seine Brüder Friedrich III. und Siegfried VIII. kinderlos gestorben waren, erbte er spätestens 1427 die väterliche Herrschaft Runkel.
Dietrich heiratete 1427 Anastasia von Isenburg-Wied, Erbtochter des Johann II. von Wied (Haus Isenburg) und der Agnes von Westerburg. Aus ihrem Recht erbte er beim Tod des Schwiegervaters dessen Anteil an der Burg und Herrschaft Isenburg, sowie Grenzhausen, Alsbach und dessen Teil der Herrschaft Arenfels. Mit Anastasia hatte er acht Kinder:
- Friedrich IV. († 31. August 1487), Erbamtmann von Andernach, 1454 Graf zu Wied, Herr von Braunsberg, Herr von Dierdorf, Herr von Isenburg ⚭ vor 19. November 1454 Agnes von Virneburg († 12. März 1478)
- Dietrich V. von Runkel († 1484), Herr zu Runkel
- Wilhelm II. von Runkel († 25. Dezember 1489), ab 1454 Herr von Runkel ⚭ 1454 Irmgard von Rollingen († 1514)
- Johann († 28. Mai 1521), 1485 Herr von Runkel
- Agnes († nach 1481), ⚭ Gottfried XI. von Eppenstein-Münzenberg († 1466)
- Gertrud, Äbtissin von Gerresheim (1462–1465)
- Jutta († um 1471), ⚭ 2. August 1463 Graf Wilhelm III. von Limburg, Herr zu Broich († 14. September 1473)
- Magdalena, Nonne in Elten 1480

Anastasias kinderloser Onkel Wilhelm II. von Wied-Braunsberg-Isenburg († Oktober 1462), überließ 1454 Dietrichs ältestem Sohn Friedrich IV. anlässlich seiner Hochzeit die Grafschaft Wied, die Herrschaften Braunsberg und Dierdorf und dessen Anteil an der Burg und Herrschaft Isenburg.
Er wird am 22. Februar 1462 letztmals urkundlich genannt und starb wohl wenig später.